# Ґура (Піський повіт)
Ґура (пол. Góra, нім. Gurra (1938-45:Gebürge)) — село в Польщі, у гміні Ожиш Піського повіту Вармінсько-Мазурського воєводства.
Населення — 85 осіб (2011).
У 1975-1998 роках село належало до Сувальського воєводства.

## Демографія
Демографічна структура станом на 31 березня 2011 року:
|          | Загалом | Допрацездатний вік | Працездатний вік | Постпрацездатний вік |
| -------- | ------- | ------------------ | ---------------- | -------------------- |
| Чоловіки | 46      | 10                 | 29               | 7                    |
| Жінки    | 39      | 8                  | 21               | 10                   |
| Разом    | 85      | 18                 | 50               | 17                   |